# The Edge TV
The Edge TV é um canal de streaming on-line da Nova Zelândia de propriedade da Warner Bros. Discovery.

## História

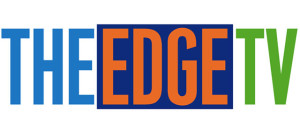
O logotipo da The Edge TV usado desde seu lançamento em 2014 até o rebranding da estação em 2016.

The Edge TV foi lançado como uma extensão de televisão da marca de rádio The Edge na Nova Zelândia no canal 11 do Freeview 11 e 114 da Sky às 16h do dia 27 de junho de 2014. Ele substituiu o C4, que era um canal de música administrado pela MediaWorks.
A primeira transmissão do canal foi a exibição de uma breve história da estação The Edge e seus apresentadores, seguido do primeiro programa: Hot Right Now. O primeiro videoclipe a ser exibido na The Edge TV foi Problem de Ariana Grande com participação de Iggy Azalea. Em 22 de janeiro de 2016, recebeu uma atualização de suas marcas de rádio, site e canal de TV.
Em 1º de julho de 2019, foi retirado da televisão terrestre e substituído pelo ThreeLife + 1, passando a transmitir somente online. Uma petição foi lançada para mantê-lo na televisão terrestre. O canal retornou em 26 de março de 2020, substituindo ThreeLife no canal Freeview 11 e no canal 118 da Sky.
Em 7 de setembro de 2020, a MediaWorks vendeu seu braço de televisão para a empresa de multimídia americana Discovery, com conclusão da venda em 1º de dezembro do mesmo ano.
Em 21 de março de 2022, o canal voltou a ser transmitido somente pela internet, com o lançamento dos canais Eden e Rush no Freeview pela Discovery.